# Justin Horo

a Compétitions nationales et continentales officielles uniquement.

b Matchs officiels uniquement.
Justin Horo, né le 7 septembre 1986 à Auckland, est un joueur de rugby à XIII néo-zélandais évoluant au poste de deuxième ligne, pilier ou talonneur. Il fait ses débuts en National Rugby League avec les Parramatta Eels lors de la saison 2010, il reste trois ans avant de rejoindre les Manly Warringah en 2013. En 2016, il signe aux Dragons Catalans en Super League.

## Biographie
À la suite du départ de l'Anglais Elliott Whitehead, Justin Horo signe pour deux saisons aux Dragons Catalans, il marque son premier essai lors du premier match des Dragons contre les Warriors de Wigan (défaite 6-12) et est apprécié pour son abattage défensif (30 placages).

### En club
| Saison | Club             | Compétition           | Matchs | Points | Essais | Buts | Drop |
| ------ | ---------------- | --------------------- | ------ | ------ | ------ | ---- | ---- |
| 2010   | Parramatta Eels  | National Rugby League | 22     | 12     | 3      | 0    | 0    |
| 2011   | Parramatta Eels  | National Rugby League | 24     | 16     | 4      | 0    | 0    |
| 2012   | Parramatta Eels  | National Rugby League | 6      | 0      | 0      | 0    | 0    |
| 2013   | Manly Warringah  | National Rugby League | 27     | 36     | 9      | 0    | 0    |
| 2014   | Manly Warringah  | National Rugby League | 23     | 16     | 4      | 0    | 0    |
| 2015   | Manly Warringah  | National Rugby League | 18     | 4      | 1      | 0    | 0    |
| 2016   | Dragons Catalans | Super League          | 1      | 4      | 1      | 0    | 0    |